# Крапивня (Киевская область)
Крапи́вня (укр. Кропивня) — село, входит в Вышгородский район Киевской области Украины.
Население по переписи 2001 года составляло 342 человека. Почтовый индекс — 07234. Телефонный код — 4591. Занимает площадь 2 км². Код КОАТУУ — 3222081601.

## Местный совет
07234, Київська обл., Іванківський р-н, с. Кропивня